# Gabriel Chmura
Gabriel Chmura (ur. 7 maja 1946 we Wrocławiu, zm. 17 listopada 2020 w Brukseli) – polsko-izraelski dyrygent.

## Życiorys
W 1957 roku rodzina Chmurów wyjechała do Izraela. W latach 1964–1968 Gabriel Chmura studiował w konserwatorium w Tel Awiwie dyrygenturę, fortepian i kompozycję. Później kontynuował edukację pod kierunkiem Pierre'a Dervaux w Paryżu i Hansa Swarowsky'ego w Wiedniu. Wstęp do dyrygenckiej kariery dało mu zdobycie pierwszej nagrody na konkursie w Besançon (1970), na konkursie Herberta von Karajana w Berlinie (1971) i złoty medal na konkursie zorganizowanym przez operę La Scala w Mediolanie (1971). Przez kilkanaście następnych lat kierował orkiestrami w Niemczech (Akwizgran, Bochum) i w Kanadzie (Ottawa). W operze zadebiutował w 1974 spektaklem Otella Giuseppe Verdiego w Monachium. W latach 2001–2007 pełnił funkcję dyrektora artystycznego Narodowej Orkiestry Symfonicznej Polskiego Radia w Katowicach. Współpracował z Teatrem Wielkim w Warszawie i Teatrem Wielkim im. Stanisława Moniuszki w Poznaniu, gdzie był dyrektorem artystycznym. Od 2015 był pierwszym dyrygentem gościnnym Filharmonii Krakowskiej.
Wśród licznych nagrań Chmury znajdują się nagrania dla Chandos z utworami Mieczysława Wajnberga. Operą Wajnberga Pasażerka Chmura dyrygował w Warszawie, a do repertuaru Teatru Wielkiego w Poznaniu wprowadził operę Portret. Tamże, przywrócił na polskie sceny po ponad wieku „Śpiewaków Norymberskich” Richarda Wagnera.
W 2013 otrzymał tytuł doktora honoris causa Akademii Muzycznej im. Karola Lipińskiego we Wrocławiu.
Zmarł 17 listopada 2020 w Brukseli. Został pochowany 23 listopada na cmentarzu gminy miejskiej Etterbeek w Wezembeek-Oppem.